# Yuma Aoyagi
Yuma Aoyagi (青柳優馬, Aoyagi Yuma)  (né le 2 novembre 1995 à Matsumoto, Nagano, Japon, est un catcheur (lutteur professionnel) japonais.

## Carrière

### All Japan Pro Wrestling (2014–...)
Le 20 juillet, il participe à la Super J-Cup de la New Japan Pro Wrestling et se fait éliminer dès le premier tour à la suite de sa défaite contre Taichi. Le 21 août, lui, David Finlay et Eita perdent contre Bushi, Gurukun Mask et Kaji Tomato,.
Lors de All Japan 45th Anniversary Show, il perd à nouveau contre Taichi,.

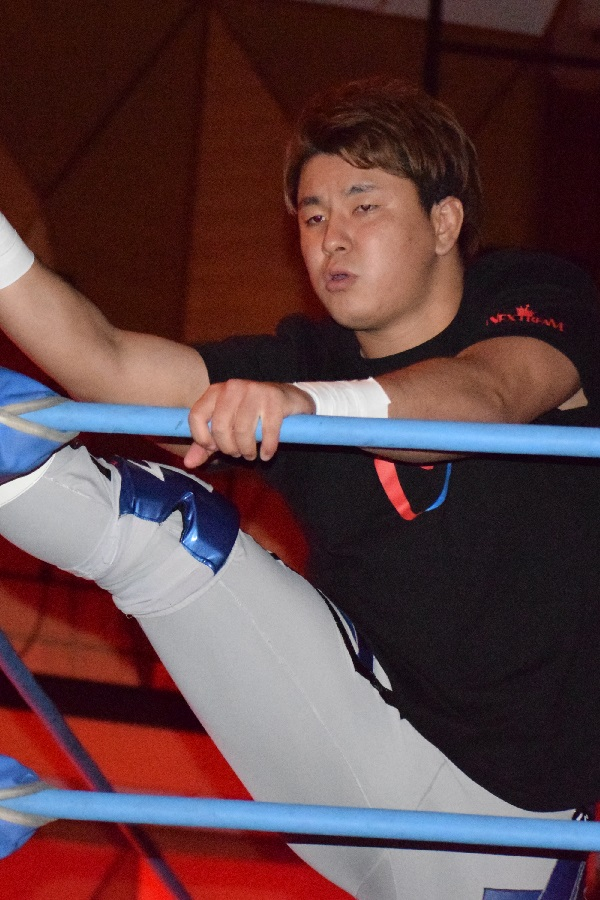
Yuma Aoyagi en 2018

Le 29 juillet, lui et Naoya Nomura battent Jun Akiyama et Yūji Nagata et remportent les AJPW All Asia Tag Team Championship pour la deuxième fois.
Le 16 septembre, il se fait éliminer dès le premier tour du Ōdō Tournament à la suite de sa défaite contre Kai.
Le 3 janvier 2020, après que son coéquipier de Nextream, Kento Miyahara ait conservé son titre contre Jake Lee, il se retourne contre lui et le défi pour le AJPW Triple Crown Heavyweight Championship, effectuant un Heel Turn pour la première fois de sa carrière. Le 11 février, il perd contre Kento Miyahara et ne remporte pas le AJPW Triple Crown Heavyweight Championship.
Il participe ensuite avec Kento Miyahara à la World's Strongest Tag Determination League qu'ils remportent le 7 décembre en battant JIN (Jake Lee et Koji Iwamoto),. Le 2 janvier 2021, ils battent Violent Giants et remportent les AJPW World Tag Team Championship.
Le 7 septembre, lui et Kento Miyahara perdent leur titres contre Shotaro Ashino et Suwama.
Il participe ensuite avec Kento Miyahara à la World's Strongest Tag Determination League qu'ils remportent pour la deuxième année consécutive le 5 décembre en battant Total Eclipse (Koji Doi et Kuma Arashi).
Le 21 mars, ils perdent les titres contre KONGOH (Kenoh et Manabu Soya).

## Palmarès
- All Japan Pro Wrestling
  - 2 fois AJPW Triple Crown Heavyweight Championship
  - 2 fois AJPW All Asia Tag Team Championship avec Naoya Nomura
  - 3 fois AJPW World Tag Team Championship avec Kento Miyahara (2) et Naoya Nomura (1)
  - World's Strongest Tag Determination League (2020, 2021) avec Kento Miyahara
  - January 2nd Korakuen Hall Heavyweight Battle Royal (2016)
  - Nemuro Shokudō Cup 6-Man Tag Tournament (2017) avec Kento Miyahara et Jake Lee
  - Champion Carnival (2022)

## Récompenses des magazines
- Pro Wrestling Illustrated

| Année | 2017 | 2018 à 2020 | 2021 | 2022 | 2023 | 2024 |
| ----- | ---- | ----------- | ---- | ---- | ---- | ---- |
| Rang  | 322  | Non classé  | 228  | 94   | 111  | 137  |